# Ranunculus omiophyllus
Ranunculus omiophyllus Ten. – gatunek rośliny z rodziny jaskrowatych (Ranunculaceae Juss.). Występuje naturalnie w Europie Zachodniej. 

## Rozmieszczenie geograficzne
Rośnie naturalnie w Irlandii, Wielkiej Brytanii, krajach Beneluksu, Francji, Hiszpanii oraz Portugalii. We Francji został zaobserwowany w departamentach Allier, Aveyron, Calvados, Cantal, Charente, Corrèze, Côtes-d’Armor, Creuse, Finistère, Żyronda, Ille-et-Vilaine, Indre, Landy, Loara, Loara Atlantycka, Manche, Mayenne, Morbihan, Orne, Puy-de-Dôme, Pireneje Atlantyckie, Sarthe, Deux-Sèvres, Wandea, Vienne oraz Haute-Vienne. Prawdopodobnie gatunek ten występuje również w departamentach Eure i Rodan. W Wielkiej Brytanii występuje w południowej i zachodniej części Anglii oraz w Walii. W Irlandii występuje powszechnie tylko w południowej jej części. 

## Morfologia
PokrójBylina o nagich pędach. Dorasta do 20–50 cm wysokości.
LiścieW zarysie mają nerkowaty kształt. Najczęściej są potrójnie klapowane. Mają przylistki.
KwiatyDorastają do 8–12 mm średnicy. Płatki są co najmniej dwa razy dłuższe niż działki kielicha. Mają od 8 do 10 pręcików. Dno kwiatowe jest nagie, podobnie jak słupki.
Gatunki podobneRoślina jest podobna do gatunku R. hederaceus, ale jej klapy liści zwężają się w kierunku nasady oraz ma większe kwiaty.

## Biologia i ekologia
Rośnie w lasach, na łąkach i trawiastych zboczach. Występuje na wysokości do 3100 m n.p.m. Kwitnie od maja do sierpnia. Preferuje stanowiska w pełnym nasłonecznieniu. Dobrze rośnie na glebach o lekko kwaśnym odczynie. 